# Бешляге Володимир Васильович
Володимир Васильович Бешляге (рум. Vladimir Beşleagă; 1931—2025) — молдовський есеїст, журналіст, прозаїк, письменник, перекладач та політик, колишній депутат парламенту Республіки Молдова, Народний письменник Республіки Молдова (1991).

## Життєпис
Володимир Бешляге народився 25 липня 1931 року в селі Малаєшти (нині Григоріопольського району) Молдавської АРСР. У 1955 році закінчив Кишинівський державний університет. Після навчання в університеті перебував у аспірантурі та вивчав літературу, працюючи над дисертацією про прозу Лівіу Ребреану. Однак він відмовився від проекту через жорстку комуністичну цензуру. Після кількох років журналістики він присвятив себе літературній праці. Він дебютував у 1963 році зі збіркою оповідань La fîntîna Leahului, після чого пішли інші прозові книги. Понад двадцять років працював у редакціях журналів Молдавської РСР. Перші збірки його оповідань з'явилися у 1956, 1959, 1963 та 1964 роках. З 1965 року — член Спілки письменників Молдови. Всесоюзну популярність приніс Бешляге роман «Крик стрижа», випущений видавництвом « Радянський письменник» у перекладі російською в 1969 року.
В 1978 році Володимир Бешляге отримав Державну премію Молдавської РСР в галузі літератури, мистецтва та архітектури за свій другий роман «Дома» (рум. Acasă). Цей роман також був випущений російською видавництвом «Радянський письменник». У наступні роки вийшли романи «Біль», «Ігнат та Ганна», «Кров на снігу», «Онук». Твори Володимира Бешляге перекладені багатьма мовами колишнього СРСР.
Володимир Бешляге виявив себе як художній перекладач. У його перекладі вийшли молдавською мовою твори Лева Толстого, Івана Тургенєва, Бічер-Стоу, «Дафніс і Хлоя» Лонга, «Похвала глупоті» Еразма Роттердамського тощо. На початку 1990-х років був членом парламенту Молдови . В даний час працює головним редактором газети «Ністру».
Почесний громадянин Кишинева (18 грудня 2014 року) .

## Публікації
- «Zbânţuilă», povestiri pentru cei mici, ed. Şcoala sovietică, 1956;
- «La fântâna Leahului», proză, ed. Cartea Moldovenească, 1963;
- «Zbor frânt», roman, ed. Cartea Moldovenească, 1966;
- «Vrei să zbori la Lună?», proză, ed. Lumina, 1972;
- «Acasă», roman, ed. Cartea Moldovenească, 1976;
- «Acasă», roman, ed. Literatura Artistică, 1984;
- «Durere», roman, ed. Literatura Artistică, 1979;
- «Boli», roman, în l.rusă, ed. Mol.gvardia, 1983;
- «Ignat şi Ana», roman, ed. Literatura Artistică, 1979;
- «Suflul vremii», ed. Literatura Artistică, 1981;
- «Sânge pe zăpadă», roman, ed. Literatura Artistică, 1985;
- «Viaţa şi moartea nefericitului Filimon sau Anevoioasa cale a cunoaşterii de sine», roman, ed. Hyperion, 1992;
- «Zbor frânt», «Acasă», romane, ed. Literatura Artistică, 1980;
- «Cumplite vremi», roman, partea I, ed. Hyperion, 1990;
- «Сбор frânt», «Pădurea albastră», «Cel de-al treilea dacă ar fi fost acolo», «Viaţa şi moartea nefericitului Filimon sau Anevoioasa cale a cunoaşterii de sine», romane, nuvele, ed. Hyperion, 1992;
- «Zbor frânt», «Ignat şi Ana», romane, ed. Літера, 1997.
- «Nepotul», roman, ed. Litera, 1998;
- «Jurnal 1986—1988», ed. Prut Internaţional, 2002;
- «Cumplite vremi», roman, ed. Litera, 2003;
- «Cruci răsturnate de regim. Mănăstirea Răciula. 1959», Ch., 2006;
- «Dialoguri literare», Ch., 2006;
- «Hoţii din apartamente», Ch., 2006;
- «Constinia naţională sub regimul comunist totalitar (RSSM: 1956—1963)», Ch., 2008;
- «Dirimaga», ed. Prut Internaţional, 2009.
- Cumplite vremi, 2017